# Сент-Леджер, Хейс, 4-й виконт Донерейл
Хейс Сент-Леджер, 4-й виконт Донерейл (англ. Hayes St Leger, 4nd Viscount Doneraile; 1 октября 1818 — 26 августа 1887) — англо-ирландский пэр.

## Биография
Родился 1 октября 1818 года. Единственный сын Хейса Сент-Леджера, 3-го виконта Донерейла (1786—1854), и леди Шарлотты Эстер Бернард (1794—1846).
27 марта 1854 года после смерти своего отца Хейс Сент-Леджер унаследовал титулы 4-го виконта Донерейла из Донерейла в графстве Корк и 4-го барона Донерейла из Донерейла в графстве Корк .
После смерти виконта Лортона в том же году ирландские пэры избрали лорда Донерейла представителем вместо него 2 мая 1855 года, и он принял присягу в Вестминстере 10 мая . Он был консерватором и членом Карлтонского клуба.
Он был главным шерифом графства Корк в 1845 году, заместителем лейтенанта графства Корк, и почетным полковником ополчения Северного Корка и 9-го батальона Королевского стрелкового корпуса короля. Донерейл был известным и частым охотником на лис, а также был мастером лисьих гончих в охотничьем хозяйстве Бертон Хант в Линкольншире и президентом охотничьего хозяйства Духаллоу в Маллоу.

## Семья
20 августа 1851 года Хейс Сент-Леджер женился на Мэри Энн Грейс Луизе Леннокс-Конингем (? — 24 февраля 1907), дочери Джорджа Леннокса-Конингема и Элизабет Холмс. У супругов было трое детей:
- Хейс Уорем Сент-Леджер (род. 1852), умер в младенчестве[1]
- Достопочтенная Эмили Урсула Клэр Сент-Леджер (18 июля 1853 — 11 марта 1927), в 1874 году она вышла замуж за Бернарда Фицпатрика, позже 2-го барона Каслтауна (1848—1937)[1].
- Достопочтенная Мэй Сент-Леджер (? — 6 мая 1867).

## Смерть от бешенства
Лорд Донерейл держал домашнюю лисицу, которая укусила его и его кучера Роберта Баррера 13 января 1887 года. У лисы обнаружили бешенство. По настоянию своего зятя, барона Каслтауна, Донерейл и Баррер отправились в Институт Пастера в Париже, чтобы получить экспериментальную постконтактную вакцину. Луи Пастер путешествовал, и произошла задержка, прежде чем он добрался до Неаполя. Сомнения Донерейла относительно риска вакцины заставили его еще больше колебаться, прежде чем позволить Жаку-Жозефу Гранше ввести две дозы, 24 января и 21 февраля. В то время как Баррер выжил, лорд Донерейл начал чувствовать себя плохо 22 августа и страдать судорогами и бредом 25 августа, умер на следующий день в Донерейл-Корт . Относительно позднее и слабое проявление симптомов в то время приписывалось частичному эффекту вакцины . Апокрифическая история гласит, что виконт Донерейл был намеренно задушен в качестве милосердного убийства. Пастер в British Medical Journal объяснил ее неудачу задержкой начала и тем фактом, что лорд Донерейл принял только «простое лечение», а не рекомендованный «интенсивный курс». Виктор Хорсли сказал, что Донерейл «отказался пройти предписанное лечение».